# Marcel Damphousse
Marcel Damphousse (Saint Joseph, 19 marzo 1963) è un arcivescovo cattolico canadese, dal 27 novembre 2020 arcivescovo metropolita di Ottawa-Cornwall.

## Biografia

### Formazione e ministero sacerdotale
Dopo essersi iscritto nel 1988 all'università di san Paul di Ottawa per i corsi di teologia, il 28 giugno 1991 è stato ordinato presbitero.
Dal 2000 al 2002 si è trasferito a Roma per completare gli studi e dove ha conseguito la licenza in teologia spirituale presso la Pontificia facoltà teologica Teresianum.
Dopo essere ritornato in Canada nel 2008 è stato nominato rettore della basilica cattedrale di Saint-Boniface e membro del consiglio diocesano degli affari economici.

### Ministero episcopale

Stemma da vescovo.

Il 28 giugno 2012 papa Benedetto XVI lo ha nominato vescovo di Alexandria-Cornwall. Ha ricevuto l'ordinazione episcopale il 2 settembre successivo nella cattedrale di san Finnan a Alexandria dall'arcivescovo Brendan Michael O'Brien, co-consacranti l'arcivescovo di Saint-Boniface Albert LeGatt e quello di Gatineau Paul-André Durocher.
Il 12 novembre 2015 papa Francesco lo ha nominato vescovo di Sault Sainte Marie.
Il 6 maggio 2020 lo stesso papa Francesco lo ha nominato arcivescovo coadiutore di Ottawa-Cornwall, dopo aver disposto la fusione dell'arcidiocesi di Ottawa e della diocesi di Alexandria-Cornwall. È succeduto alla medesima sede il 4 dicembre successivo.

## Genealogia episcopale e successione apostolica
La genealogia episcopale è:
- Cardinale Scipione Rebiba
- Cardinale Giulio Antonio Santori
- Cardinale Girolamo Bernerio, O.P.
- Arcivescovo Galeazzo Sanvitale
- Cardinale Ludovico Ludovisi
- Cardinale Luigi Caetani
- Cardinale Ulderico Carpegna
- Cardinale Paluzzo Paluzzi Altieri degli Albertoni
- Papa Benedetto XIII
- Papa Benedetto XIV
- Cardinale Enrico Enriquez
- Arcivescovo Manuel Quintano Bonifaz
- Cardinale Buenaventura Córdoba Espinosa de la Cerda
- Cardinale Giuseppe Maria Doria Pamphilj
- Papa Pio VIII
- Papa Pio IX
- Cardinale Alessandro Franchi
- Cardinale Giovanni Simeoni
- Cardinale Antonio Agliardi
- Cardinale Basilio Pompilj
- Cardinale Adeodato Piazza, O.C.D.
- Cardinale Sergio Pignedoli
- Arcivescovo Joseph-Aurèle Plourde
- Arcivescovo Brendan Michael O'Brien
- Arcivescovo Marcel Damphousse

La successione apostolica è:
- Vescovo Yvan Mathieu, S.M. (2022)
- Vescovo Michael Brehl, C.SS.R. (2024)